# Los comancheros
Los comancheros (título original: The Comancheros) es un western estadounidense de 1961 dirigido por Michael Curtiz y con John Wayne como actor principal. Es la última película que dirigió Curtiz, que estaba tan enfermo que tuvo que concluirla el actor principal, John Wayne, quien se negó a que su nombre figurara como codirector en los créditos. 

## Argumento
El capitán Jake Cutter (John Wayne) es un ranger de Texas con una difícil misión: debe acabar con una peligrosa banda de forajidos comancheros que se dedica a proporcionar armas y licores a los beligerantes indios comanches en vísperas de una guerra. 
Por circunstancias imprevistas, acaba alistando a dos extraños compañeros para cumplir su misión.
Además de las escenas de acción, la película destaca por los paisajes áridos que aparecen en las escenas del trayecto de Cutter hasta el asentamiento comanchero.

## Reparto
- John Wayne: Jake Cutter
- Stuart Whitman: Paul Regret
- Ina Balin: Pilar Graile
- Nehemiah Persoff: Graile
- Lee Marvin: Tully Crow
- Michael Ansara: Amelung
- Patrick Wayne: Tobe
- Bruce Cabot: Mayor Henry
- Joan O'Brien: Melinda Marshall
- Jack Elam: Comanchero
- Edgar Buchanan: Juez Thaddeus Jackson Breen
- Henry Daniell: Gireaux
- Richard Devon: Esteban